# Masturah
Masturah (en árabe: مستورة‎) es una localidad de Arabia Saudita, en la región de La Meca.

## Demografía
Según estimación 2010 contaba con 7240 habitantes.